# Love Is the Devil
Pour plus de détails, voir Fiche technique et Distribution.
Love Is the Devil (Love Is the Devil: Study for a Portrait of Francis Bacon) est un film écrit et réalisé par John Maybury, sorti en 1998 au Royaume-Uni, et en France la même année. Cette adaptation de la biographie en partie fictionnelle Francis Bacon, aspects d'une vie (en anglais : The gilded gutter life of Francis Bacon, publié en 1994) de Daniel Farson (également consultant sur le film) dresse le portrait de Francis Bacon (Derek Jacobi), peintre homosexuel entretenant une relation destructrice avec le jeune George Dyer (Daniel Craig).
Le film est produit dans quatre pays (Royaume-Uni, Japon, France, Etats-Unis) par la BBC Film et le British Film Institute (BFI) et distribué au Royaume-Uni par Artificial Eye. Récompensé par plusieurs prix et présenté dans la catégorie Un Certain Regard de Cannes, il est considéré comme le film ayant révélé Craig auprès d'un plus grand public.

## Synopsis
Londres, années 1960. George Dyer, jeune cambrioleur, s'introduit dans l'atelier du peintre Francis Bacon, qui le surprend lorsqu'il il traverse par mégarde son plafond. Le piètre malfrat se voit plutôt, pourtant, proposer de devenir l'amant et la muse de cet artiste reconnu de la bourgeoisie camp de Soho.
Tandis que les deux hommes, qui logent ensemble chez Bacon et entament une relation sadomasochiste, apprennent progressivement à se connaître, les rumeurs fusent. Dans le club, Muriel Belcher, Isabel Rawsthorne et John Deakin tergiversent sur l'existence même de cette relation et sur l'identité de ce nouvel amant, entre alcool et cigarettes. Francis Bacon présente finalement George Dyer à ses pairs artistes qui les charrie avec humour, et qu'ils fréquentent régulièrement autour de verres et de repas. L'écart de classe est toutefois manifeste quand avant un match de boxe (dont la violence participe du désir sexuel et de l'acte sexuel à venir), Dyer, accompagné de Bacon, croise deux anciennes connaissances du monde interlope qui le mettent en garde face aux « bourges » et freaks qu'il côtoie désormais.
Leur relation devient de plus en plus troublée. A l'atelier, Dyer souffre de ses cauchemars — et Bacon, d'être réveillé par les cauchemars de Dyer —, de la solitude, et de la jalousie qu'il ressent à l'égard du peintre : celui-ci se s'intéresse davantage à ses tableaux, à ses amis ou à un amant de passage qu'à lui. Bacon affirme l'aimer (Isabel souligne comme il le témoigne bien dans sa peinture, et bien mal à son amant) et l'aide financièrement, mais il l'éloigne de l'atelier : Dyer est toujours « dans le passage ». A la violence qui attisait leurs rapports se sont substitués l'attachement pour l'un, l'exaspération pour l'autre. Leur communication s'amenuise et s'enchaînent des situations de crise qui, pourtant, sont loin d'inquiéter Bacon, et qui n'ont par ailleurs aucune sorte de conséquence   — Dyer dissimule de la drogue dans l'atelier pour que la police, à l'issue d'une perquisition, embarque Bacon ; lorsque les amants s'en vont à New York, Dyer manque de se jeter d'un toit. Bacon s'interroge : qui des deux détruira l'autre ? Il décroche les photos de sa muse qui ornaient son atelier. Dyer, quant à lui, noie sa souffrance dans l'alcool.
Bacon achève ses peintures destinées à une exposition au Grand Palais à Paris, qui représentent Dyer et que le peintre réalise tout au long de leur relation. Dyer accepte d'accompagner Bacon à Paris, malgré son ressentiment et son désespoir. A l'hôtel, il rappelle à son amant combien cette vie lui a coûté pour s'intégrer, et lui déclare qu'il l'aime ; Bacon lui demande s'il tire son texte de la télévision, puis quitte la chambre pour assister au vernissage. Dyer se suicide avec ses médicaments.
Face aux mondains qui le félicitent pour l'exposition, Bacon affirme qu'il « vaut mieux en rire qu'en pleurer ». Dans son atelier, le miroir lui renvoie le reflet de ses pairs camp qui lèvent leur verre en son honneur.

## Fiche technique
- Titre original : Love Is the Devil: Study for a Portrait of Francis Bacon (L'amour est le diable : étude pour un portrait de Francis Bacon)
- Titre français : Love Is the Devil
- Réalisation : John Maybury
- Scénario : John Maybury
- Photographie : John Mathieson
- Musique : Ryûichi Sakamoto
- Production : Takashi Asai, Ben Gibson, Patrice Haddad, Chiara Menage et Frances-Anne Solomon
- Pays d'origine :  Royaume-Uni -  France -  Japon -  États-Unis
- Format : couleurs
- Genre : biographique
- Date de sortie : 1998

## Distribution
- Derek Jacobi : Francis Bacon
- Daniel Craig : George Dyer
- Tilda Swinton : Muriel Belcher
- Anne Lambton : Isabel Rawsthorne
- Adrian Scarborough : Daniel Farson
- Karl Johnson (en) : John Deakin
- Annabel Brooks : Henrietta Moraes
- Andy Linden : Ken Bidwell
- Philippe Krootchey : Personne dans le Colony Room Club
- Anita Pallenberg : Personne dans le casino
- Sarah Lucas : Personne dans le French Pub
- Tracey Emin : Personne dans le Brighton Pub
- Baillie Walsh : Personne dans le Colony Room Club

## Distinctions
Le film remporte 3 prix au Festival international du film d'Édimbourg :
- Meilleur nouveau long métrage britannique (réalisateur John Maybury).
- Prix de la meilleure performance britannique pour Derek Jacobi.
- Prix de la meilleure performance britannique pour Daniel Craig.

Le film a également été projeté dans la section Un Certain Regard du Festival de Cannes 1998. La performance de Daniel Craig a été saluée par les critiques, pour son rôle décisif dans cette production.

## Analyse
Selon Justine Elias dans The Village Voice, « [...] Love Is the Devil est, comme le suggère le sous-titre, « une étude pour portrait » de cet artiste, dont les dérobades sont exaspérantes, qui reconnaît le diable de la destruction en lui-même et demeure, stupéfait et enchanté, dans la contemplation de cette bête sauvage devenue acharnée. »